# Xysticus apertus
Xysticus apertus är en spindelart som beskrevs av Banks 1898. Xysticus apertus ingår i släktet Xysticus och familjen krabbspindlar. Inga underarter finns listade i Catalogue of Life.